# Plérin
Plérin ( Bretons: Plerin ) is een gemeente in het Franse departement Côtes-d'Armor, in de regio Bretagne. De gemeente telde 14.527 inwoners op 1 januari 2022. De plaats maakt deel uit van het arrondissement Saint-Brieuc.

## Geschiedenis
De kerk Saint-Pierre in Plérin werd gebouwd in de 15e eeuw en heeft twee klokkentorens. De kerk werd gerestaureerd in 1973. Vanaf de 17e eeuw voeren vissersschepen uit de haven van Le Légué naar Newfoundland. Het was ook een handelshaven waar schepen vertrokken naar Normandië en de Britse eilanden. In de 18e eeuw werden enkele verdedigingswerken gebouwd om de haven van Le Légué te beschermen, waaronder enkele observatieposten en een kruitmagazijn. Aan het begin van de 20e eeuw was er een lood- en zilvermijn langs de loop van de Gouët. Vanaf 1905 werd Les Rosaires ontwikkeld als badplaats door Lucien Rosengart.

## Geografie
De oppervlakte van Plérin bedroeg op 1 januari 2022 27,72 vierkante kilometer; de bevolkingsdichtheid was toen 524,1 inwoners per km².
De gemeente ligt aan de Baai van Saint-Brieuc. Aan de kust liggen de havenplaats Le Légué en de badplaatsen Les Rosaires en Martin-Plage met twee km strand. Voor het strand van Martin-Plage ligt het rotseiland Rocher-Martin, dat bij laag water te voet te bereiken is. Bij Le Légué mondt de Gouët uit in zee.
De onderstaande kaart toont de ligging van Plérin met de belangrijkste infrastructuur en aangrenzende gemeenten.

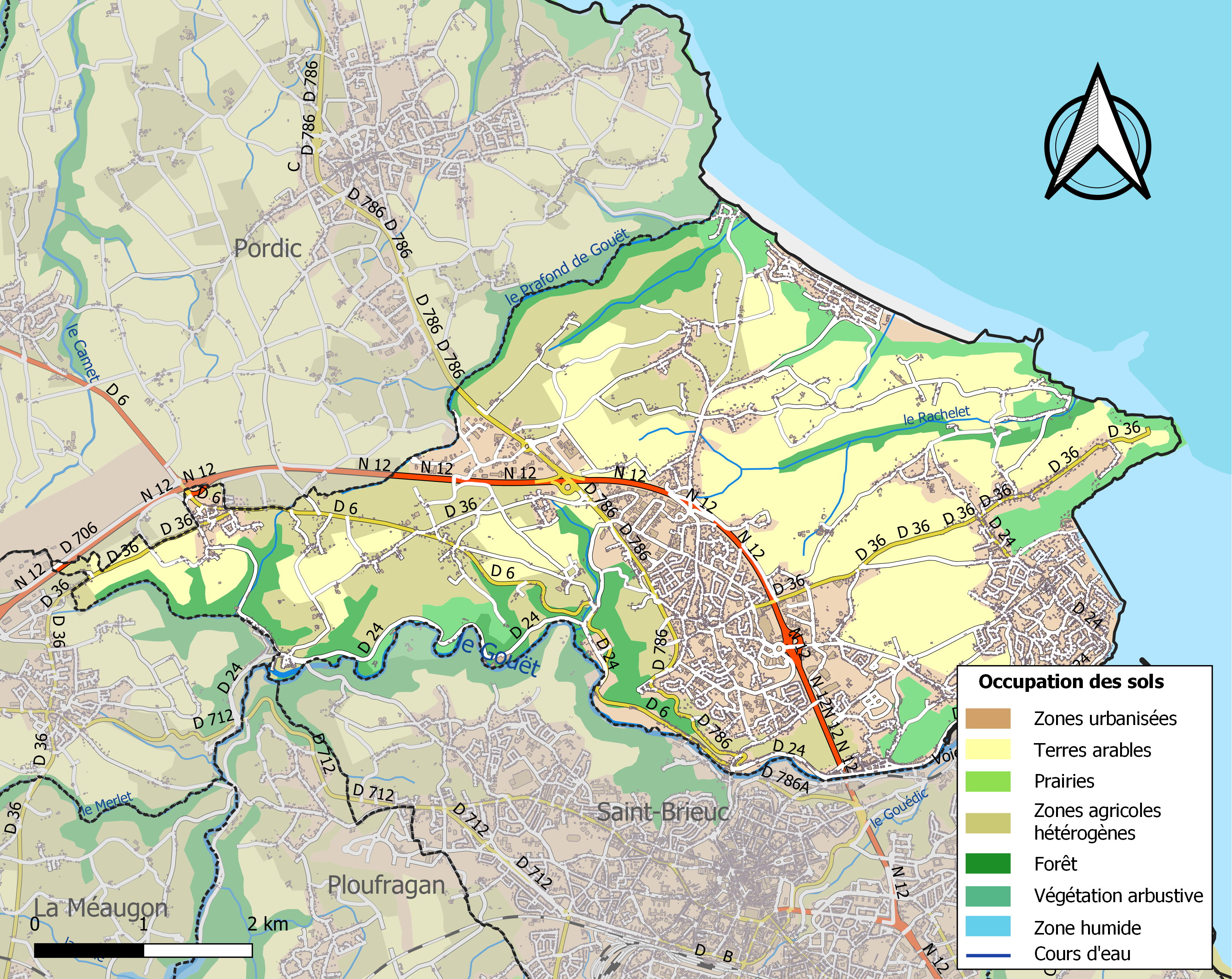

## Demografie
Onderstaande figuur toont het verloop van het inwonertal (bron: INSEE-tellingen).

## Geboren
- Marcel Brindejonc des Moulinais (1892-1916), piloot